# Fizyka gleby
Fizyka gleby – nauka zajmująca się badaniem fizycznych właściwości i procesów zachodzących w glebie.
Fizyka gleby jest działem gleboznawstwa i zajmuje się składnikami gleby – fazą stałą (składnikami mineralnymi i organicznymi), fazą ciekłą (roztworem glebowym) i fazą gazową (powietrzem glebowym) oraz dynamiką ich przemian. Wykorzystuje ona osiągnięcia takich nauk jak: fizyka, chemia fizyczna, hydrologia, inżynieria i mikrometeorologia.
Fizyka gleby jest wykorzystywana do przewidywania funkcjonowania naturalnych oraz antropogenicznych ekosystemów oraz do zarządzania nimi. Jest ona pomocna w rozwiązywaniu praktycznych problemów rolnictwa, ekologii i inżynierii, szczególnie znaczenie ma w zrozumieniu przez rolników agroekosystemów.
Szczególnie silne związki fizyka gleb ma z naukami biologicznymi i rolniczymi, tak że różnica pomiędzy fizyką a biofizyką gleb jest trudna do wyznaczenia. Aby móc rozwiązywać praktyczne problemy związane z uprawą roślin, badacz musi nie tylko określić stan fizyczny gleby, ale także jak ten stan wpływa na rośliny i mikroorganizmy, np. w jakim stopniu różne rodzaje wody glebowej są dostępne dla różnych roślin, jak przebiega dyfuzja powietrza glebowego i jaki ma wpływ na poziom fotosyntezy, jak przebiegają procesy cieplne i jak wpływają na transpirację